# اروپایی‌ها (رمان)

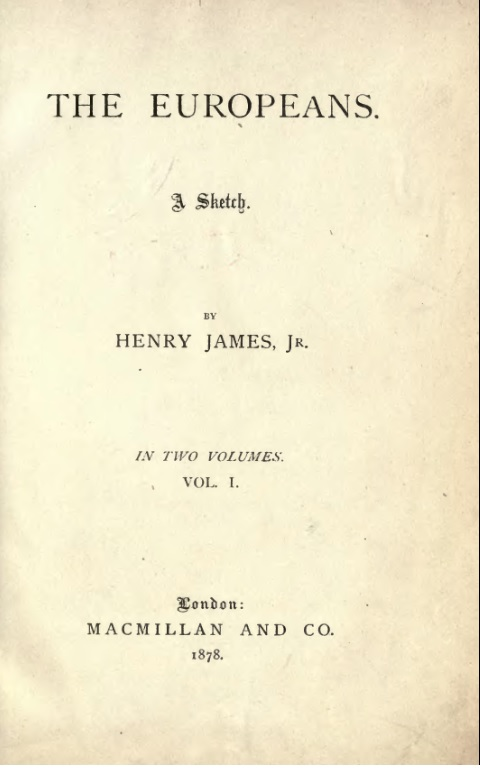
صفحه اول نخستین جلد کتاب ۱۸ سپتامبر ۱۸۷۸

«اروپایی‌ها» (انگلیسی: The Europeans) یک کتاب از هنری جیمز است که توسط مک‌میلن منتشر شد.